# Selenite (Stoffgruppe)
Selenite sind die Salze der Selenigen Säure H2SeO3. Die Salze enthalten als Anion das Selenit-Ion (SeO32−). 
Die Selenige Säure ist eine zweiprotonige Säure. Daher existieren unter den Salzen die
- Selenite (MI2SeO3), die auch normale, neutrale Selenite oder Diselenite genannt werden und
- Hydrogenselenite (MIHSeO3), die auch als saure Selenite  bezeichnet werden.

Die Säurestärke der Selenigen Säure (pKs-Werte von  2,62 und 8,32) ist schwächer als die der Schwefligen Säure.

## Vorkommen
Einige Selenite sind als natürliche Bildungen in Form von Mineralen bekannt wie unter anderem
- Ahlfeldit (wasserhaltiges Nickelselenit)
- Bernardevansit (wasserhaltiges Aluminiumselenit)
- Borzęckiit (wasserhaltiges Blei-Uranyl-Selenit)
- Chalkomenit (wasserhaltiges Kupferselenit)
- Chaméanit (Kupfer-Eisen-Arsen-Selenit)
- Favreauit (wasserhaltiges Blei-Bismut-Kupfer-Selenit)
- Haynesit (wasserhaltiges Uranyl-Selenit)
- Mandarinoit (Eisenselenit)
- Nestolait (wasserhaltiges Calciumselenit)
- Nicksobolevit (Kupferselenit)
- Marthozit (wasserhaltiges Kupfer-Uranyl-Selenit)
- Zincomenit (Zinkselenit)

## Verwendung
In der organischen Chemie wird Selenige Säure aufgrund ihrer oxidierenden Eigenschaften eingesetzt. Sie oxidiert beispielsweise Schwefelwasserstoff zu Schwefel oder Hydrazin zu Stickstoff.